# (204710) Gaoxing
(204710) Gaoxing est un astéroïde de la ceinture principale.

## Description
(204710) Gaoxing est un astéroïde de la ceinture principale. Il fut découvert le 1er avril 2006 à l'Observatoire de Lulin par Hong Qin Lin et Ye Quan-Zhi. Il présente une orbite caractérisée par un demi-grand axe de 2,24 UA, une excentricité de 0,11 et une inclinaison de 2,6° par rapport à l'écliptique.

## Compléments